# Liste der Monuments historiques in Cussey-les-Forges
Die Liste der Monuments historiques in Cussey-les-Forges führt die Monuments historiques in der französischen Gemeinde Cussey-les-Forges auf.

## Liste der Immobilien
| Bezeichnung    | Beschreibung                     | Standort               | Kennzeichnung | Schutzstatus | Datum | Bild           |
| -------------- | -------------------------------- | ---------------------- | ------------- | ------------ | ----- | -------------- |
| Kirche St-Rémi | aus dem 12. oder 13. Jahrhundert | Rue de l’Eglise (Lage) | PA00112245    | Classé       | 1909  | weitere Bilder |

## Liste der Objekte
| Bezeichnung                                   | Beschreibung                                                                   | Standort                     | Kennzeichnung | Schutzstatus | Datum | Bild |
| --------------------------------------------- | ------------------------------------------------------------------------------ | ---------------------------- | ------------- | ------------ | ----- | ---- |
| Skulpturengruppe Heilige Familie              | Kalkstein, farbig gefasst, 16. Jahrhundert                                     | in der Kirche St-Rémi (Lage) | PM21002639    | Classé       | 1994  |      |
| Skulpturengruppe Taufe Chlodwigs              | Kalkstein, farbig gefasst, 17. Jahrhundert                                     | in der Kirche St-Rémi (Lage) | PM21002640    | Classé       | 1994  |      |
| Skulptur eines Bischofs                       | Holz, farbig gefasst, 18. Jahrhundert                                          | in der Kirche St-Rémi (Lage) | PM21002641    | Classé       | 1994  |      |
| Skulpturengruppe Vision des heiligen Hubertus | Kalkstein, farbig gefasst, 16. Jahrhundert                                     | in der Kirche St-Rémi (Lage) | PM21000703    | Classé       | 1919  |      |
| Zwei Konsolsteine mit Wappen                  | Stein, 16. Jahrhundert                                                         | in der Kirche St-Rémi (Lage) | PM21003867    | Inscrit      | 1989  |      |
| Reliquiar                                     | Klosterarbeit; Holz, vergoldet, Glas, 19. Jahrhundert                          | in der Kirche St-Rémi (Lage) | PM21003868    | Inscrit      | 1989  |      |
| Skulptur Heiliger Claudius                    | Stein, 17. Jahrhundert                                                         | in der Kirche St-Rémi (Lage) | PM21003869    | Inscrit      | 1989  |      |
| Skulptur Heiliger Antonius der Große          | Stein, farbig gefasst, 16. Jahrhundert                                         | in der Kirche St-Rémi (Lage) | PM21003870    | Inscrit      | 1989  |      |
| Hauptaltar                                    | Altartisch und Tabernakel; Holz, farbig gefasst und vergoldet, 18. Jahrhundert | in der Kirche St-Rémi (Lage) | PM21003871    | Inscrit      | 1989  |      |
| Zwei Engelsskulpturen                         | Holz, vergoldet, 18. Jahrhundert                                               | in der Kirche St-Rémi (Lage) | PM21003872    | Inscrit      | 1989  |      |
| Triumphbalken und -kreuz                      | Holz, Schmiedeeisen, 17. Jahrhundert                                           | in der Kirche St-Rémi (Lage) | PM21003873    | Inscrit      | 1989  |      |
| Skulptur Heiliger Remigius                    | Aufsatz eines Prozessionsstabs; Holz, farbig gefasst, 18. Jahrhundert          | in der Kirche St-Rémi (Lage) | PM21003874    | Inscrit      | 1989  |      |
| Gemälde Stiftung des Rosenkranzes             | Ölfarbe auf Leinwand, 17. Jahrhundert                                          | in der Kirche St-Rémi (Lage) | PM21003875    | Inscrit      | 1989  |      |